# Армін ван Бюрен
Армін Йозеф Якобус Данієль ван Бюрен (нід. Armin Jozef Jacobus Daniël van Buuren, 25 грудня 1976, Лейден, Нідерланди) — нідерландський ді-джей, продюсер, власник музичного лейблу «Armada Music». Ді-джей № 1 у 2007, 2008, 2009, 2010 та 2012 роках за версією журналу DJ Magazine. Ведучий власного радіошоу під назвою «A State of Trance» (також позначається абревіатурою ASOT), яке транслюється у 40 країнах, включаючи Україну. Загальна тижнева аудиторія його шоу становить 40 млн слухачів, що робить «A State of Trance» найпопулярнішим радіошоу у світі.

## Біографія
Армін ван Бюрен народився в музичній сім'ї, змалку він мав пристрасть до музики. Його надихала музика Жана-Мішеля Жарра та ремікси Бена Лібранда. Коли Армінові було 10 років, його мати виграла комп'ютер, і в хлопця відразу з'явився інтерес до нього. Він почав освоювати програми для створення музики і перші зароблені гроші витратив на дві вертушки. Потім почав робити ремікси, а в 16 років купив собі свій перший семплер. Зробивши свій перший ремікс, зважився відправити його Бенові Лібранду, який вплинув на його музичну кар'єру.
У 1995 році Армін вступив у лейденський університет, де почав вивчати юриспруденцію.
Першим релізом ван Бюрена був «Push». Першим синглом, що приніс йому успіх, став «Blue Fear», випущений на лейблі «Cyber Records» і потрапив у британський чарт. На цьому лейблі «Cyber Records» вийшов сингл «Communication», який викликав фурор на Ібісі влітку 1999 року і також потрапив у британський чарт на 18 позицію у 2000 році. На зароблені гроші Армін купив собі сучасніше устаткування.
На початку 1999 року він заснував свій лейбл «Armind» спільно з «United Recordings». Першим релізом, випущеним під псевдонімом «Gig», став сингл One, другим релізом був Touch Me під псевдонімом «Rising Star». Коли вийшов третій реліз під псевдонімом «Gimmick» — Free, можна було з упевненістю сказати, що Арміну вдалося поставити свій лейбл на ноги. Також під псевдонімом «Gaia» вийшов 4 Elements.
На лейблі «Black Hole Recordings» спільно з Tiesto були випущені Wonder Where You Are? (під псевдонімом «Major League») і Eternity (під псевдонімом «Alibi»). Потім, об'єднавшись з System F (Ferry Corsten), Армін записав ще один сингл під назвою Exhale.
У 2001 році він запускає в ефір власне 2-годинне радіо-шоу «A State Of Trance» на радіо «ID&T», яке тепер офіційно транслюється на 25 радіостанціях, у тому числі і на території України. Також на своїх лейблах «A State Of Trance» і ARMIND він випускає найкращі композиції транс-музикантів.
Трек «Tuvan» Армін написав спеціально для компіляції A State Of Trance 2009 і він повернув до життя його псевдонім Gaia, під яким раніше вийшов «4 elements», став найкращим треком 2009 років за підсумками голосування, яке щорік проводиться на сайті arminvanbuuren.net. 2009 року в опитуванні взяло участь понад 20000 чоловік. Також в цьому рейтингу третє місце зайняв ремікс Арміна на трек «Beggin You» від Cerf, Mitiska & Jaren.
17 вересня 2009 року одружився з Ерікою ван Тієль в місті Вассенаар. Вони познайомилися на відпочинку на острові Крит
10 вересня 2010 року побачили світ 4 студійний альбом Арміна «Mirage». На підтримку свого нового альбому Армін ван Бюрен провів світовий тур «Armin Only. Mirage» в рамках якого він відвідав 15 країн світу. Перше шоу пройшло 13 листопада в нідерландському Утрехті. 4 грудня шоу пройшло в Києві в Міжнародному виставковому центрі. 31 грудня — Мельбурн Etihad Arena, Австралія «New year party». 12 лютого 2011 — Санкт-Петербург і 7 травня 2011 — Москва.
В 2011 році був нагороджений Орденом Оранських-Нассау.
3 травня 2013 року відбувся реліз п'ятого студійного альбому Intense, в листопаді цього ж року розпочався в Амстердамі тур Арміна «Armin Only Intense». 28 грудня 2013 шоу пройшло в Києві.
У червні 2003 року заснував незалежний музичний лейбл Armada Music.
На один зі своїх виступів з'явився з українським прапором. Згодом у соціальній мережі написав, що його серце знаходиться з українським народом, і закликав бути обережними.

## Досягнення
- Премія «Найкращий альбом» за диск Shivers на церемоніях Dutch Release Dance Awards і престижною Dutch Edison Awards;
- Премія «Найкраща компіляція» за A State Of Trance в 2006 році;
- Звання «Best European DJ» в 2007-ом;
- Премія «Найкраще радіо шоу» на Miami Winter Music Conference в 2006 і 2007 роках за його знамениту програму A State Of Trance;
- Використання трека «Rush Hour» як гімн юнацького чемпіонату Європи по футболу;
- Місце лідера в нідерландському чарті альбомів з диском «Imagine», також перша позиція в рейтингу DVD завдяки випуску диска «Armin Only Imagine».
- У січні 2008 року Армін отримав найпрестижнішу музичну винагороду своєї країни — Buma Cultuur Рор Award. За цим відбулося також надання йому статусу найкращого трансового діджея і продюсера на березневому Beatport Music Awards.
- DJ № 1 у світі 2007, 2008, 2009, 2010 та 2012 роках за версією авторитетного журналу DJ Magazine в рейтингу Тор 100 Djs.
- З 2005 отримує нагороди від International Dance Music Awards за найкраще танцювальне радіо шоу (2005, 2007—2010, 2012—2013), найкращий діджей (2010—2013), найкращий європейський діджей (2008—2009), найкращий хаус/транс трек та найкраще музичне відео «In and Out Love» ft Sharon Del Adel 2009, найкращий транс трек «Not Giving Up Of Love» ft Sophie Ellis Bextor 2011, найкращий транс трек «Feels So Good’» ft Nadia Ali 2012, найкращий музичний лейбл Armada Music 2009—2013.
- У 2010 р. здобув премію «Золотий диск» за альбом «Imagine» (2008), продажі якого в Нідерландах досягли кількості 25 тис. копій
- 2010—2012 найкращий транс діджей , 2009, 2011—2012 найкращий інтернаціональний діджей за версією Dj Awards.
- У 2014 році номінований на премію Гремі за сингил «This Is What It Feels Like».

## Концерти в Україні
22 квітня 2006 року Армін ван Бюрен дав свій перший концерт в Україні. Вечірка відбувалася з 00:00 до 08:00 в «КиївЕкспоПлаза» та проходила за наступною програмою:
- 19:00 — 20:00: Dance Video Show
- 20:00 — 22:00: Anna Lee & Eddy Good
- 22:00 — 00:00: Amnesia Trance Resident: Brian Cross
- 00:00 — 08:00: Armin van Buuren

14 лютого 2009 року в Міжнародному виставкому центрі в рамках музичного фестивалю Godskitchen Urban Wave Армін ван Бюрен відіграв в Києві.
- 20:00 — 22:00: Denis Dynamite
- 22:00 — 23:00: Chief_MC
- 23:00 — 01:00: Blake Jarrell
- 01:00 — 05:30: Armin van Buuren
- 05:30 — 06:30: Ivan Ionov

10 липня 2010 року Армін виступив на танцювальному фестивалі електронної музики «Global Gathering» на аеродромі Чайка.
4 грудня 2010 року відбулось заплановане шоу «Armin Only» на підтримку нового альбому «Mirage».
10 березня 2012 року відбулося святкування ювілейного випуску ASOT 550 у Києві. На якому крім Арміна також виступили Cosmic Gate, Markus Schulz, Sean Tyas, Leon Bolier і Omnia.
13 червня 2012 року в рамках футбольного чемпіонату "Євро- 2012" дав короткий сольний виступ у Харкові. Таким чином Армін підтримав національну збірну команду Нідерландів, що на той момент відіграла всі три матчі на Харківській футбольній арені «Металіст».
23 серпня 2012 року Армін ван Бюрен виступив в Одесі з 19:30 — 22:00 на фестивалі Godskitchen, після цього він мав виступити у Львові (02:00 — 04:30), але через проблеми з літаком так і не прилетів до Львова.
14 грудня 2012 року Армін виступив у Львові на Велотреку СКА.
28 грудня 2013 року у Києві відбулося шоу «Armin Only Intense».

22 червня 2019 року виступив у Києві на концерті A State Of Trance 900.

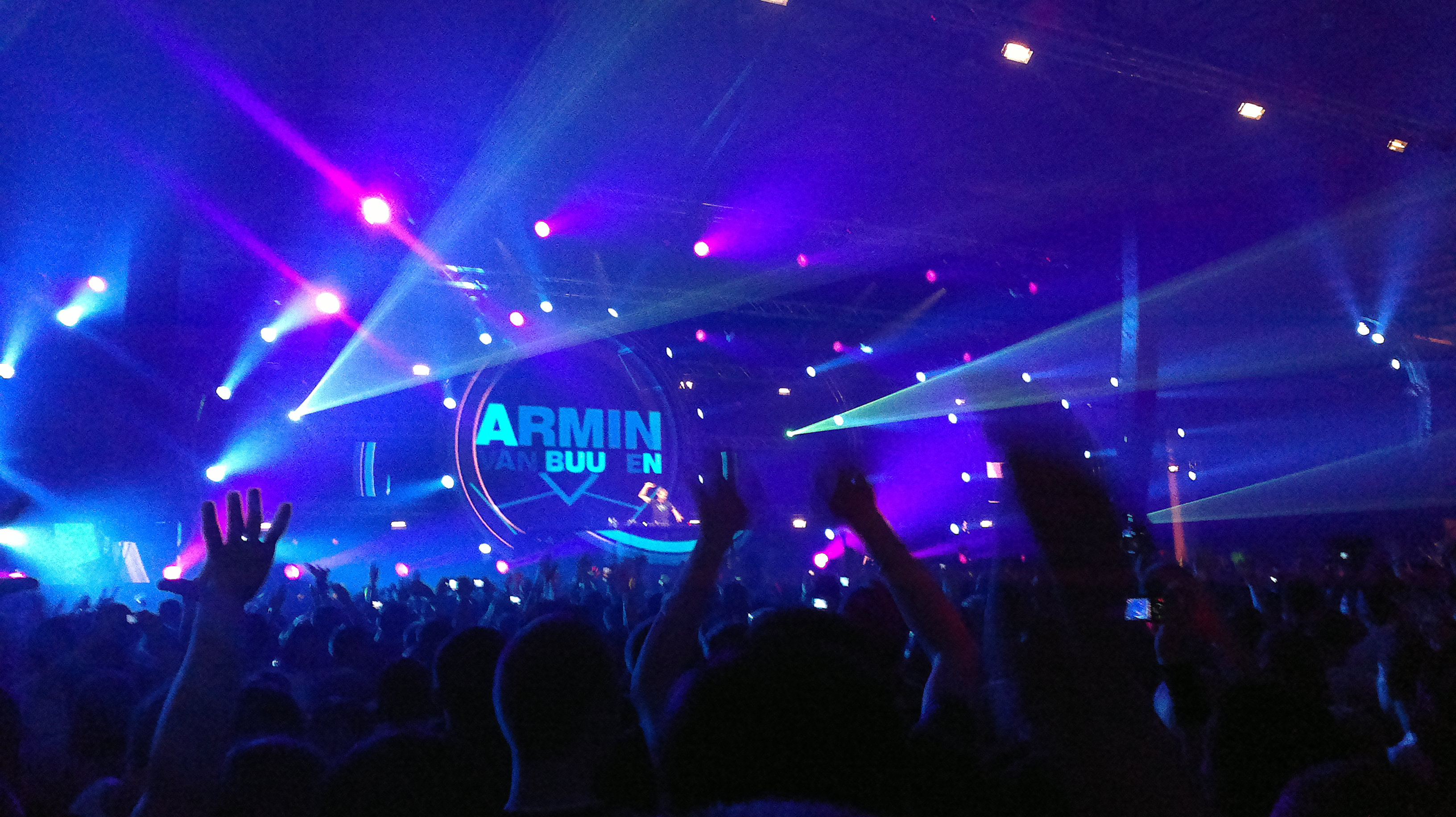
ASOT 550 у Києві
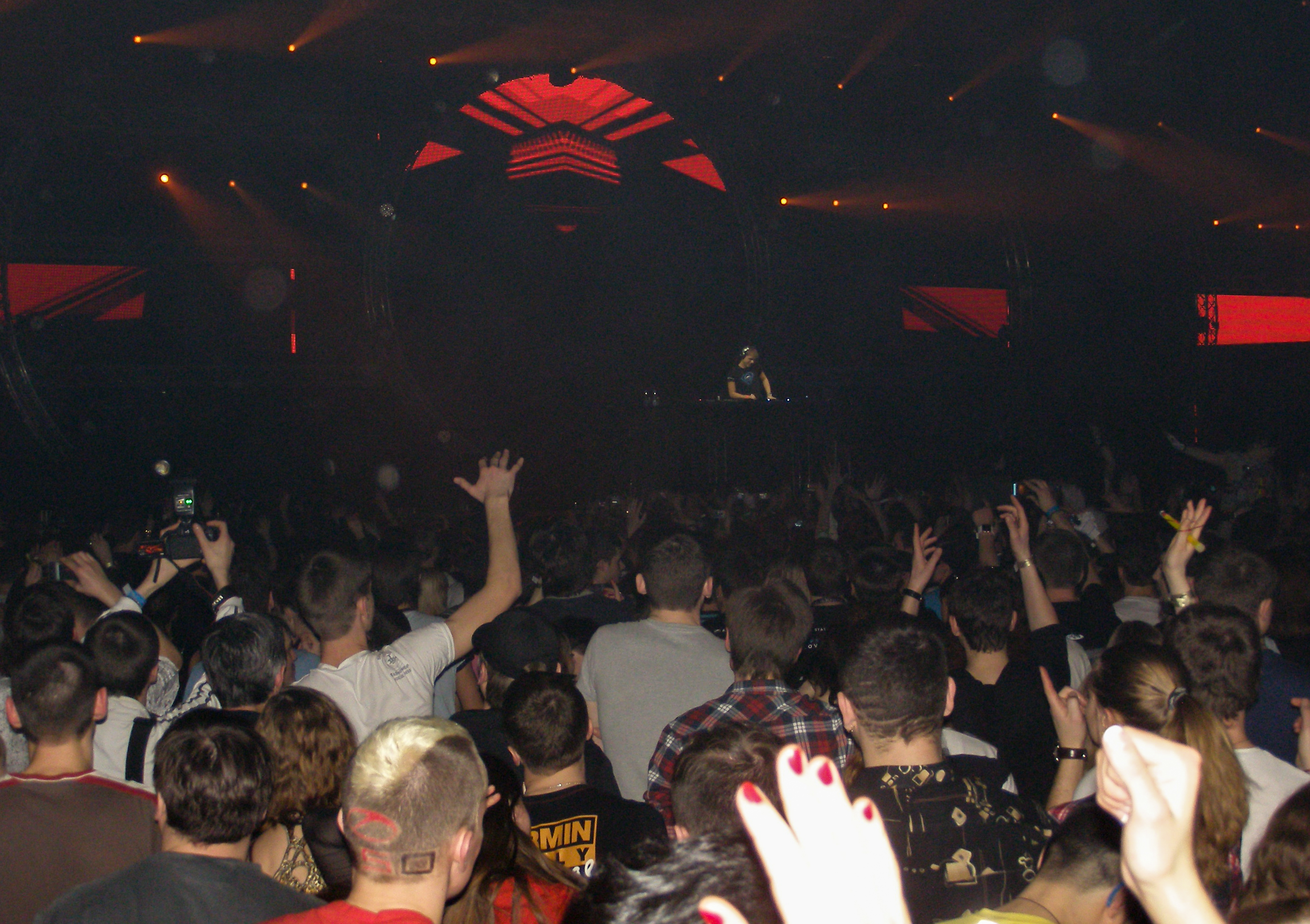
ASOT 550 у Києві
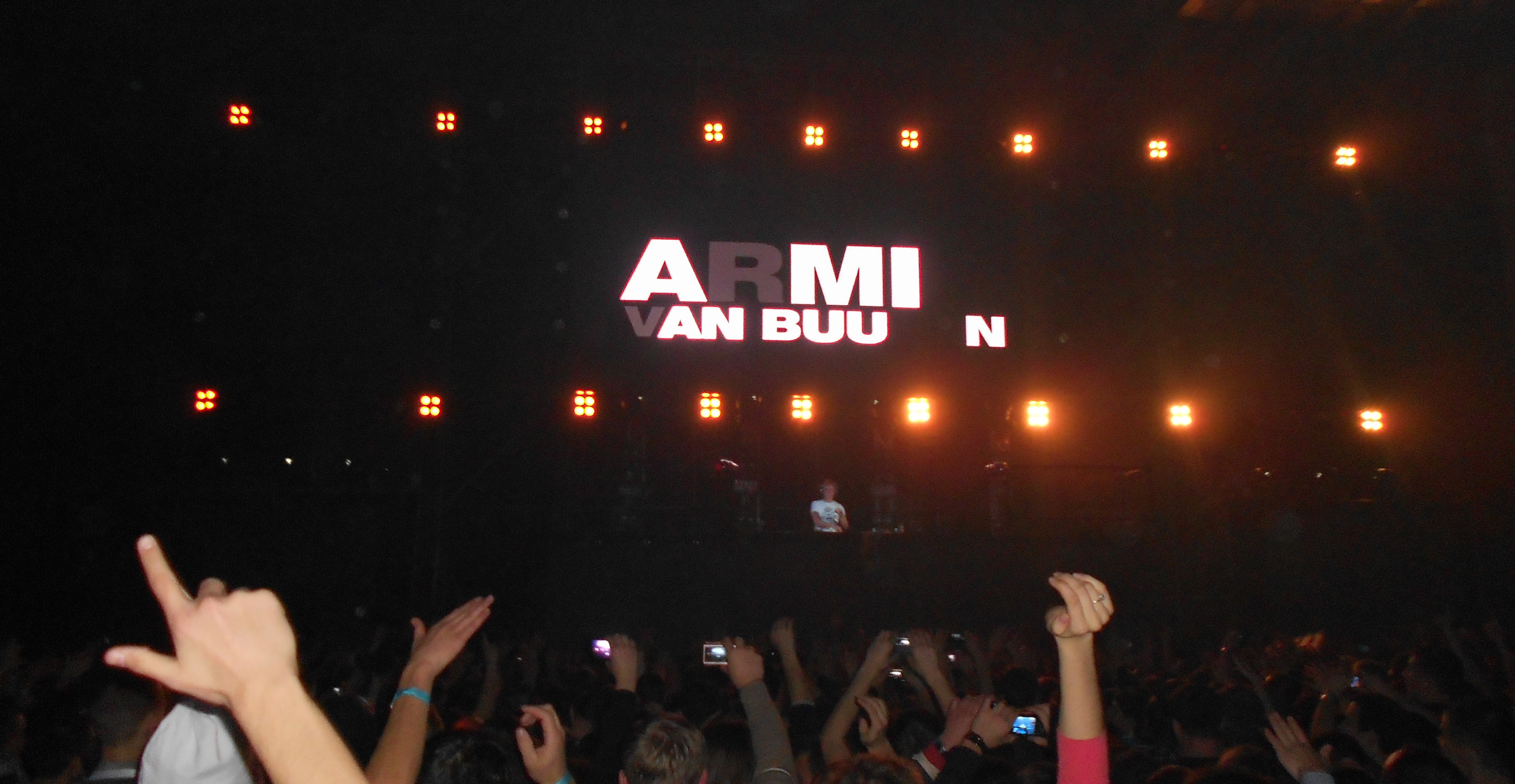
Armin van Buuren у Львові (2012 р.)
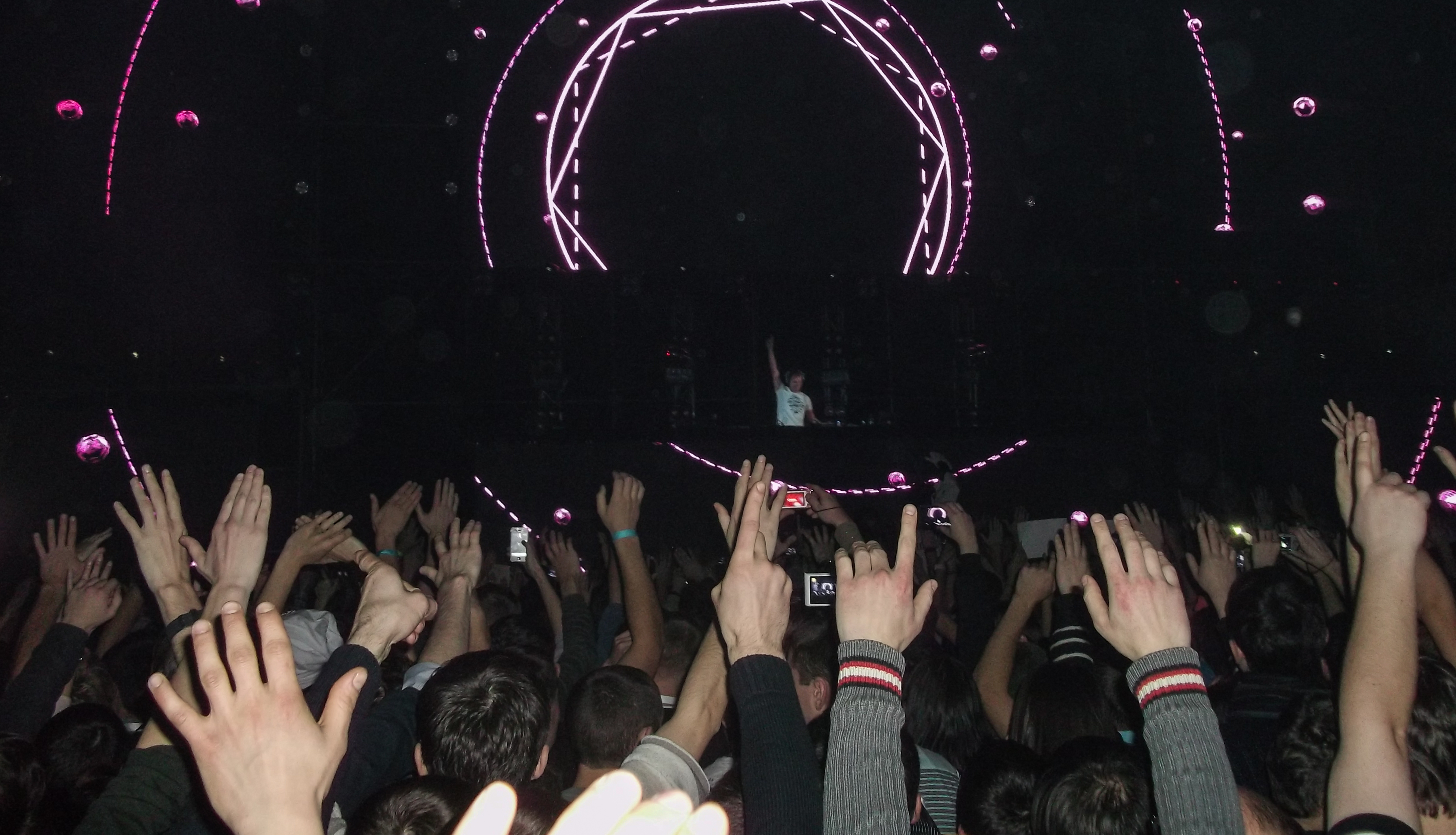
Armin van Buuren у Львові (2012 р.)
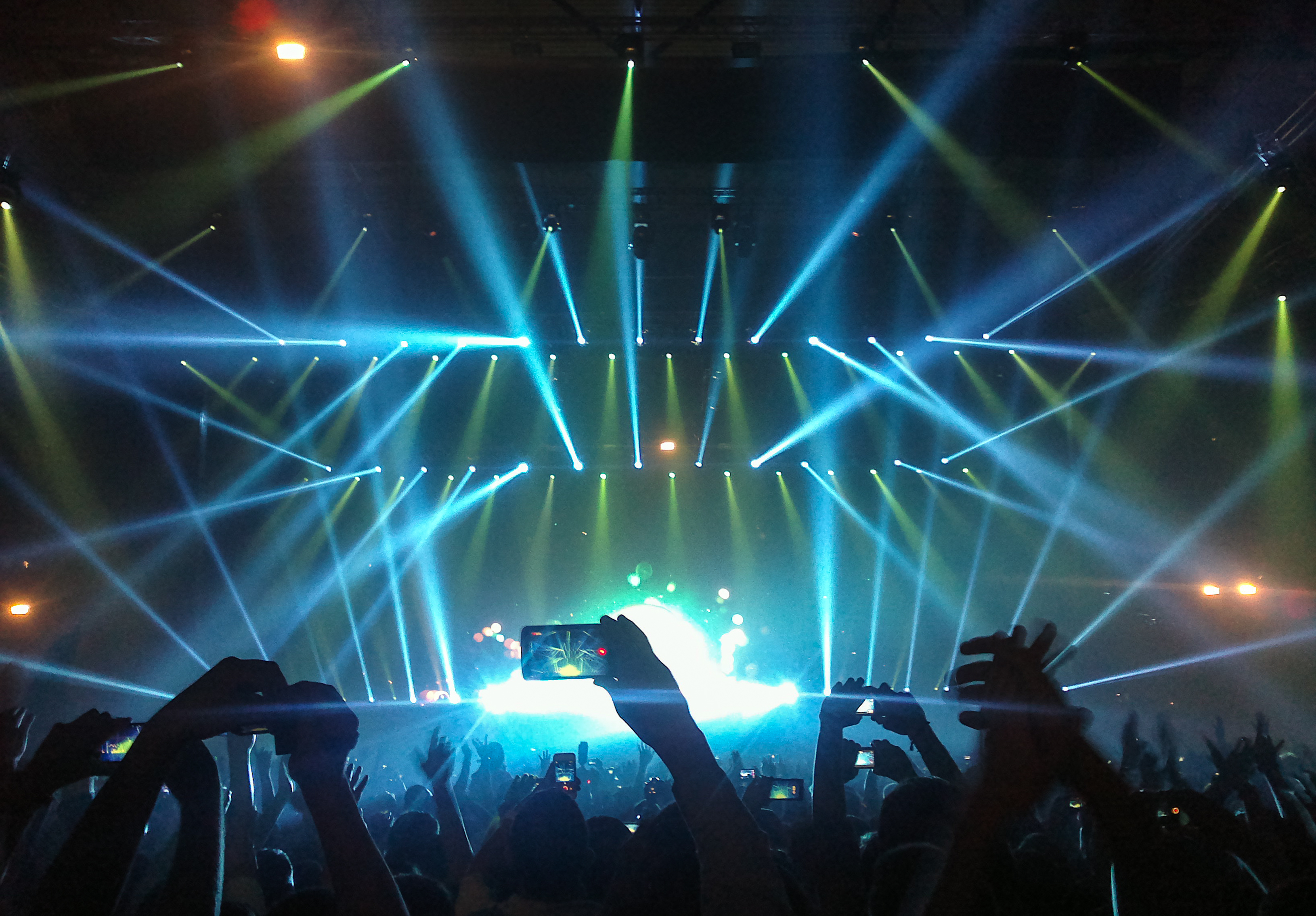
Armin Only Intense у Києві
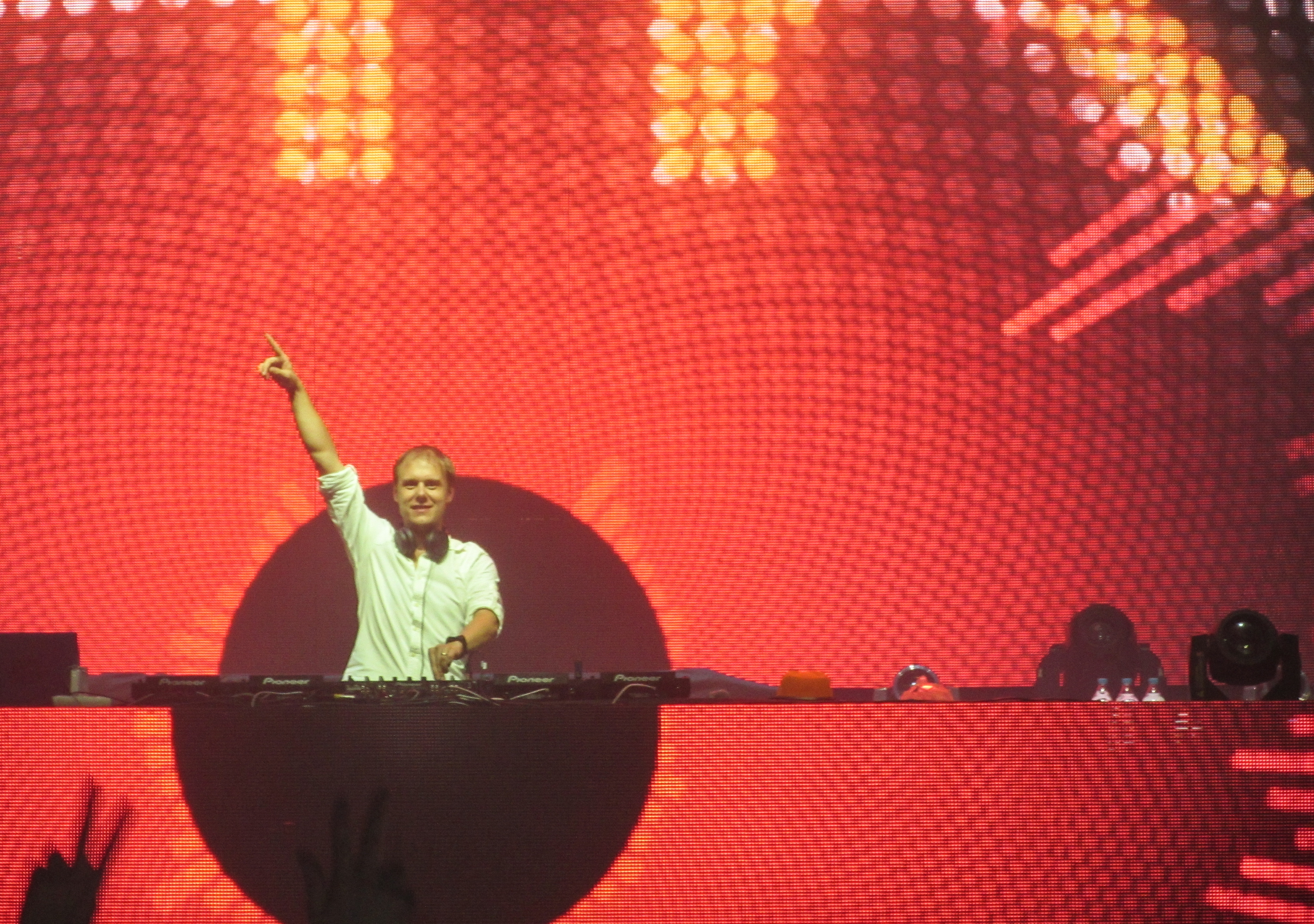
Armin Only Intense у Києві
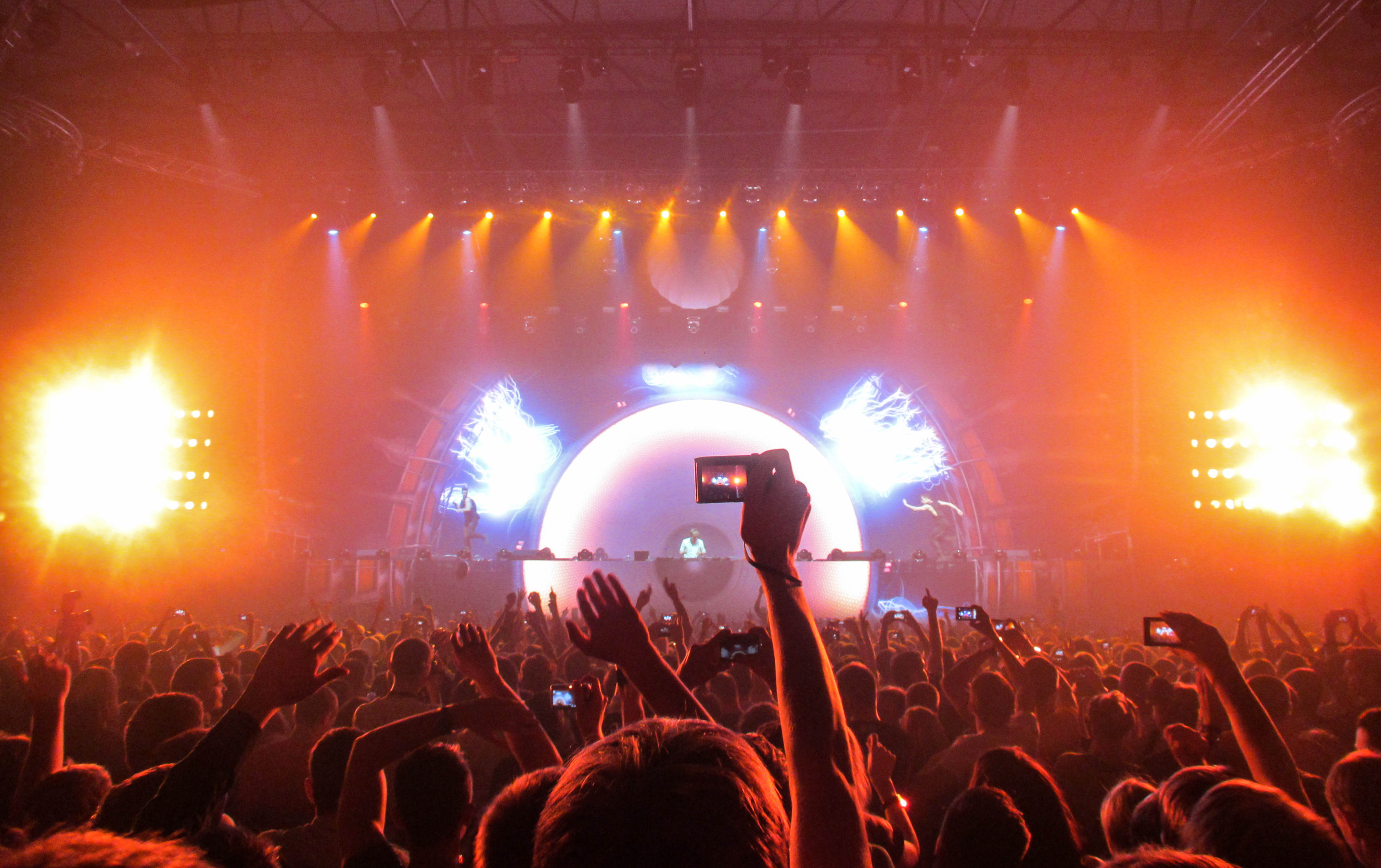
Armin Only Intense у Києві
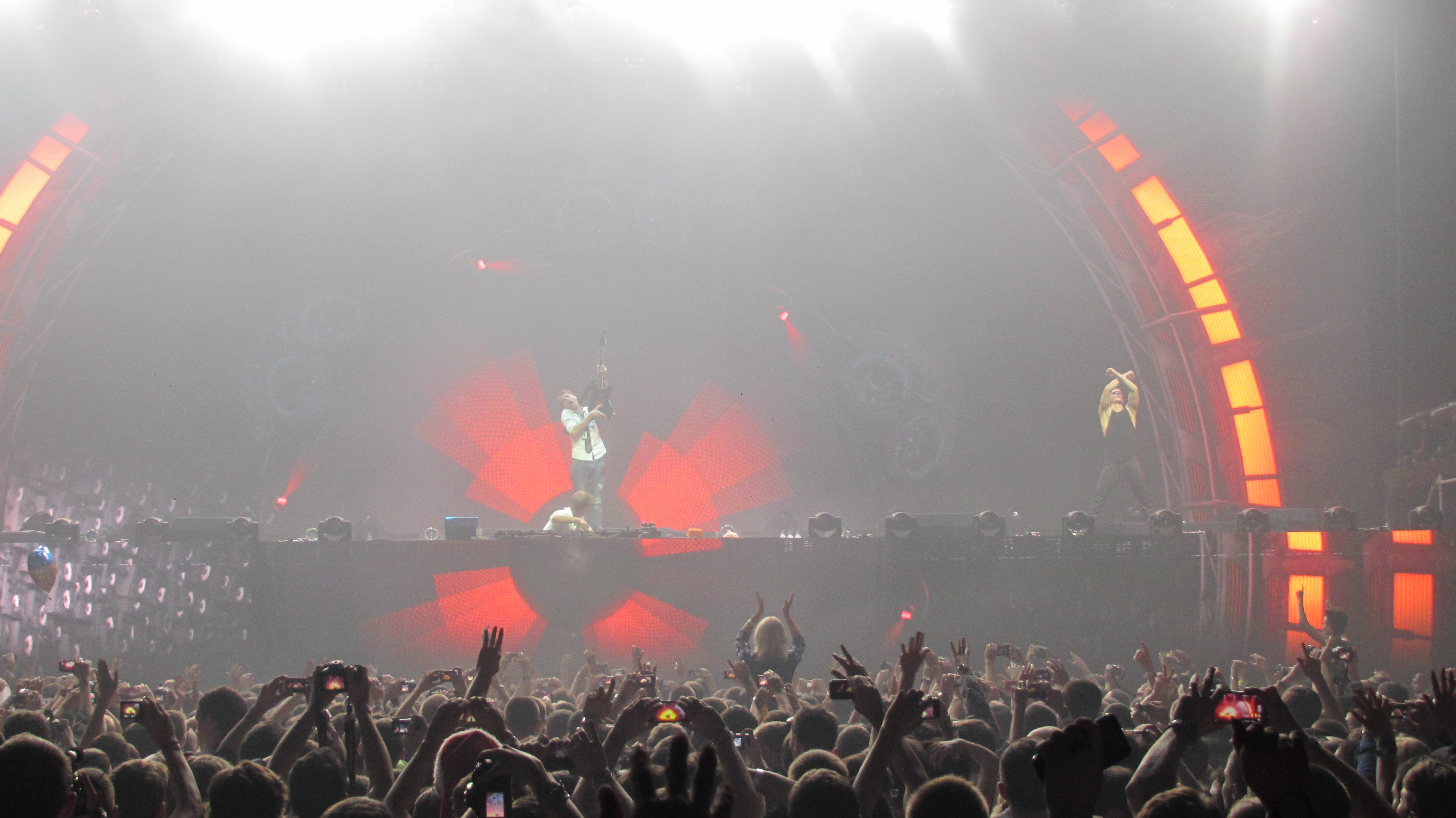
Armin Only Intense у Києві

## Дискографія

### Компіляції
- 2000 «001 A State of Trance»
- 2000 «Boundaries of Imagination»
- 2001 «002 Basic Instinct»
- 2001 «003 In Motion»
- 2002 «004 Transparance»
- 2003 «Universal Religion Chapter One»
- 2004 «A State of Trance 2004»
- 2004 «Big Room Trance»
- 2004 «Universal Religion»
- 2005 «A State of Trance 2005»
- 2005 «A State of Trance 2005 Year Mix»
- 2006 «A State of Trance 2006»
- 2006 «A State of Trance Classics»
- 2007 «Universal Religion Chapter 3»
- 2008 «A State of Trance Classics»
- 2008 «A State of Trance 2008»
- 2009 «A State of Trance 2009»
- 2009 «Universal Religion Chapter 4»
- 2010 «A State of Trance 2010»
- 2011 «A State of Trance 2011»
- 2011 «Universal Religion Chapter Five»
- 2012 «A State of Trance 2012»
- 2012 «Universal Religion Chapter Six»
- 2013 «A State of Trance 2013»
- 2013 «Universal Religion Chapter Seven»
- 2014 «A State of Trance 2014»
- 2015 «A State Of Trance 2015»

### Сингли
- 1995 Blue Fear
- 1999 Communication
- 2000 Touch Me (як Rising Star)
- 2000 Eternity (спільно з Tiesto як Alibi)
- 2000 Wonder Where you are (спільно з Tiesto як Major League)
- 2001 4 Elements (як Gaia)
- 2001 The Sound of Goodbye (як Perpetuous Dreamer)
- 2001 Exhale (спільно з System F)
- 2002 Clear Blue Moon/Star Theme (як Rising Star)
- 2002 Sunspot (як Rising Star vs. Airwave)
- 2003 Sunburn
- 2003 Yet Another Day (спільно з Ray Wilson)
- 2004 Burned With Desire (спільно з Justine Suissa)
- 2004 Blue Fear 2004
- 2005 Shivers
- 2005 Serenity (спільно з Jan Vayne)
- 2005 Zocalo (спільно з Gabriel & Dresden)
- 2006 Who Is Watching (спільно з Nadia Ali)
- 2006 Sail
- 2006 Control Freak
- 2006 Love You More (спільно з Racoon)
- 2008 Imagine
- 2008 Going Wrong (with DJ Shah ft Chris Jones)
- 2008 Unforgiveable (ft Jaren)
- 2008 Face To Face
- 2008 Hold On To Me (ft Audrey Gallagher)
- 2008 In And Out Of Love (ft Sharon den Adel)
- 2008 Never Say Never (ft Jacqueline Govaert)
- 2008 Rain (ft Cathy Burton)
- 2008 What If (ft Vera Ostrova)
- 2008 Fine Without You (ft Jennifer Rene)
- 2008 Intricacy
- 2009 Tuvan (як Gaia)
- 2010 Aisha (як Gaia)
- 2010 Full Focus
- 2010 Not Giving Up On Love (ft Sophie Ellis-Bextor)
- 2010 This Light Between Us (ft Крістіан Бернс)
- 2011 Drowning (ft Laura V)
- 2011 Status Excessu D (як Gaia)
- 2011 Feels so Good (ft Nadia Ali)
- 2011 Brute (спільно з Ferry Corsten)
- 2011 Stellar (як Gaia)
- 2011 Youtopia (ft Adam Young)
- 2012 Orbion
- 2012 Belter (спільно з Ер'яном Нільсеном)
- 2012 J'ai Envie De Toi (як Gaia)
- 2012 Suddenly Summer (ft Ana Criado)
- 2012 I'll Listen (ft Ana Criado)
- 2013 «Waiting For The Night» (featuring Fiora)
- 2013 «The Expedition» (featuring Markus Schulz)
- 2013 «Nehalennia» (featuring Arty)
- 2013 «D# Fat» (featuring W&W)
- 2013 «Humming the Lights» (as Gaia)
- 2013 «Forever Is Ours» (featuring Emma Hewitt)
- 2013 "This Is What It Feels Like (featuring Trevor Guthrie)
- 2013 "Who's afraid of 138?!
- 2013 «Beautiful Life» (featuring Cindy Alma)
- 2013 «Intense» (featuring Miri Ben-Ari)
- 2014 «Save My Night»
- 2014 «Alone» (featuring Lauren Evans)
- 2014 «Empire Of Hearts» (як Gaia)
- 2014 «EIFORYA» (спільно з Andrew Rayel)
- 2014 «Ping Pong»
- 2014 «Hystereo»
- 2015 «Together»
- 2015 «Safe Inside You» (спільно з Betsie Larkin як Rising Star)
- 2015 «Panta Rhei» (спільно з Mark Sixma)
- 2015 «Another You» (спільно з Mr.Probz)
- 2015 «Stardust» (спільно з Jean Michel Jarre)
- 2015 «Of The Hook» (спільно з Hardwell)
- 2015 «Strong Ones» (спільно з Cimo Fränkel)
- 2015 «Heading Up High» (спільно з Kensington)
- 2015 «If It Ain't Dutch» (спільно з W&W)
- 2016 «Freefall» (спільно з BullySongs)

### Альбоми
- 2003 «76»
- 2005 «Shivers»
- 2006 «10 Years»
- 2008 «Imagine»
- 2009 «Imagine: The Remixes»
- 2010 «Mirage»
- 2011 «Mirage: The Remixes»
- 2013 «Intense»
- 2013 "Intense ( The More Intense Edition)"
- 2015 «Embrace»
- 2019 «Balance»
- 2022 «Feel Again, Part 1»
- 2022 «Feel Again, Part 2»
- 2023 «Feel Again, Part 3»
- 2024 «Breathe In»

### Відео
- 2000 Alibi — Eternity — Armin van Buuren, Tiesto [Архівовано 6 лютого 2007 у Wayback Machine.]
- 2001 System F — Exhale — Ferry Corsten, Armin van Buuren [Архівовано 11 лютого 2007 у Wayback Machine.]
- 2001 Iio — Rapture (Armin Van Buuren Remix) [Архівовано 29 серпня 2014 у Wayback Machine.]
- 2004 Armin van Buuren ft Justine Suissa — Burned With Desire [Архівовано 9 березня 2016 у Wayback Machine.]
- 2004 Armin van Buuren — Burned With Desire (Kyau vs. Albert Remix) [Архівовано 12 березня 2007 у Wayback Machine.]
- 2004 Motorcycle — As The Rush Comes [Архівовано 31 жовтня 2014 у Wayback Machine.]
- 2004 Oceanlab — Satellite [Архівовано 8 березня 2016 у Wayback Machine.]
- 2004 Origene — Sanctuary [Архівовано 9 березня 2016 у Wayback Machine.]
- 2005 Armin van Buuren — Shivers [Архівовано 10 березня 2016 у Wayback Machine.]
- 2005 Interstate — I Found You
- 2005 Armin van Buuren — 24: The Longest Day [Архівовано 29 квітня 2015 у Wayback Machine.]
- 2005 Mischa Daniels feat Aisata — So Strong (Extreme 2005 Theme)
- 2005 Ruffneck feat Yavahn — Everybody be Somebody
- 2005 Armin van Buuren feat Jan Vayne — Serenity (Sensation White Anthem 2005)
- 2005 God is my DJ — история компании ID&T, промоутеров шоу Sensation
- 2005 Armin van Buuren & Nadia Ali — Who Is Watching (Mischa Daniels Mix) [Архівовано 30 березня 2007 у Wayback Machine.]
- 2006 A State of Trance 2006 Promo
- 2006 Armada Night September 2006
- 2006 Armin Only DVD commercial
- 2006 Armin Only DVD preview
- 2006 Armin at Nature One 2006
- 2006 Armin special TMF
- 2006 Yoshimoto — Du What U Do
- 2006 Armin van Buuren — Sail [Архівовано 13 липня 2006 у Wayback Machine.]
- 2006 Armin van Buuren Interview (Racoon)
- 2006 Armin van Buuren ft Racoon — Love You More
- 2006 Dancetrippin Armin Interview (Ocean Diva)
- 2006 Mischa Daniels — Take Me Higher
- 2007 Armin van Buuren — The Sound Of Goodbye  [Архівовано 18 березня 2014 у Wayback Machine.]
- 2008 Armin van Buuren ft Chris Jones — Going Wrong  [Архівовано 18 березня 2014 у Wayback Machine.]
- 2008 Armin van Buuren and Rank1 — This World Is Watching Me ft Kush  [Архівовано 18 березня 2014 у Wayback Machine.]
- 2008 Armin van Buuren ft Sharon den Adel —In and Out of Love  [Архівовано 18 березня 2014 у Wayback Machine.]
- 2018 Armin van Buuren Armin van Buuren — Blah Blah Blah (Official Lyric Video)